# Giove
Giove é uma comuna italiana da região da Umbria, província de Terni, com cerca de 1.747 habitantes. Estende-se por uma área de 15 km², tendo uma densidade populacional de 116 hab/km². Faz fronteira com Amelia, Attigliano, Bassano in Teverina (VT), Bomarzo (VT), Orte (VT), Penna in Teverina.

## Demografia
| Variação demográfica do município entre 1861 e 2011                               |
|                                                                                   |
| Fonte: Istituto Nazionale di Statistica (ISTAT) - Elaboração gráfica da Wikipedia |